# Samsung Galaxy S24
De Samsung Galaxy S24 is een serie hoogwaardige Android-smartphones die zijn ontworpen, ontwikkeld, geproduceerd en op de markt gebracht door Samsung Electronics als onderdeel van de Galaxy S-serie. Gezamenlijk dienen ze als opvolger van de Samsung Galaxy S23-serie. 
De telefoons werden op 17 januari 2024 aangekondigd tijdens Galaxy Unpacked, naast Galaxy AI, in San Jose, Californië. De telefoons werden vervolgens op 31 januari 2024 uitgebracht.

## Versies
De Galaxy S24-serie omvat drie toestellen, die dezelfde opstelling en schermformaten delen als de vorige Galaxy S23-serie. Het vlaggenschip Galaxy S24 heeft een schermdiameter van 15,5 cm (6,2 inch). De Galaxy S24+ beschikt over vergelijkbare hardware en een groter 16,8 cm (6,7 inch) scherm. Bovenaan de serie heeft de Galaxy S24 Ultra een vlakke schermdiameter van 17,3 cm (6,8 inch) met gebogen randen. S24 en S24+ worden aangedreven door Snapdragon 8 Gen 3 in de VS, Canada, China, Macau, Hong Kong, Taiwan en Japan, terwijl een Samsung Exynos 2400 wordt gebruikt in de rest van de wereld, waaronder Zuid-Korea, India en het Midden-Oosten. De S24 Ultra is overal uitgerust met de Snapdragon 8 Gen 3.

## Ontwerp
De Galaxy S24 en S24+ zijn voorzien van aluminium- en glasversies en zijn verkrijgbaar in vier standaardkleuren: ambergeel, marmergrijs, kobaltviolet en onyxzwart, met drie extra kleuren die alleen beschikbaar zijn via de website van Samsung: Jade Green, Sapphire Blue en Sandstone Orange. De S24 Ultra beschikt over titaniumversies van deze kleuren.

### Display

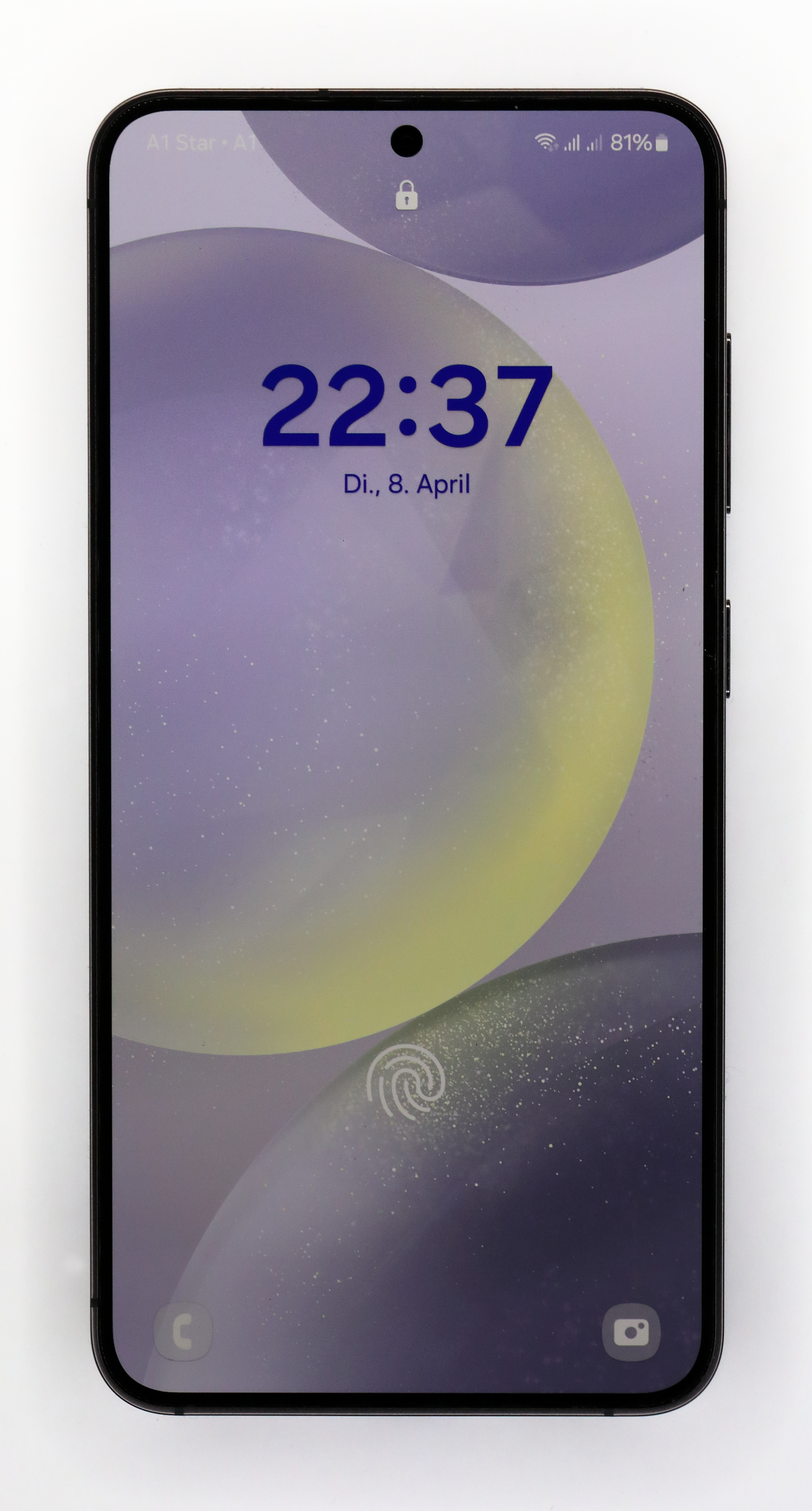
Samsung Galaxy S24 met vergrendelscherm

De Galaxy S24-serie is voorzien van een "Dynamic AMOLED 2X"-scherm met HDR10+-ondersteuning, 2600 nits piekhelderheid en "dynamic tone mapping"-technologie. Alle modellen maken gebruik van een ultrasone vingerafdruksensor op het scherm. De S24-serie maakt gebruik van een display met variabele vernieuwingsfrequentie met een bereik van 1 Hz of 24 Hz tot 120 Hz.
De Galaxy S24 Ultra maakt gebruik van Corning Gorilla Glass Armor-glas en lagetemperatuur-polykristallijn silicium (LTPO)-technologie op het scherm, maar zonder de gebogen zijkanten van de Galaxy S23 Ultra.

### Camera
De Galaxy S24 en S24+ hebben een 50 MP brede sensor, een 10 MP-telefotosensor en een 12 MP ultrabrede sensor. De S24 Ultra heeft een 200 MP brede sensor, 50 MP 5× tele-periscoop-telefotosensor, een 10 MP-telefotosensor en een 12 MP ultrabrede sensor. De camera aan de voorkant maakt gebruik van een 12 MP-sensor op alle drie de modellen.

### Batterijen
De Galaxy S24, S24+ en S24 Ultra bevatten niet-verwijderbare Li-ion-batterijen van respectievelijk 4.000 mAh, 4.900 mAh en 5.000 mAh. De S24 laadt op met 25 watt, terwijl de S24+ en S24 Ultra opladen met 45 watt.

### Connectiviteit
De Galaxy S24 en S24+ ondersteunen 5G SA/NSA/Sub6, Wi-Fi 6E en Bluetooth 5.3-connectiviteit, terwijl de Galaxy S24 Ultra bovendien Wi-Fi 7 en ultrabreedband ondersteunt.

### Geheugen en opslag
De Galaxy S24-telefoons beschikken over 4.800 MT/s LPDDR5X-geheugen en Universal Flash Storage 3.1 met 128 GB of versie 4.0 met 256 GB en hoger. 
De Samsung Galaxy S24-serie bestaat uit drie modellen met de volgende RAM-configuraties:
- Galaxy S24: 8 GB RAM
- Galaxy S24+: 8 GB of 12 GB RAM, afhankelijk van de gekozen variant
- Galaxy S24 Ultra: 12 GB RAM

### Software
De Samsung Galaxy S24-telefoons zijn uitgebracht met Android 14 met Samsungs One UI 6.1-software. Samsung heeft zeven jaar lang beveiligingspatches en OS-upgrades beloofd, vergelijkbaar met de ondersteuning van Apple. 
Ze gebruiken Googles taalmodel Gemini Nano, hetzelfde als dat op Googles eigen Pixel 8 Pro.